# Iéna (Métro Paris)

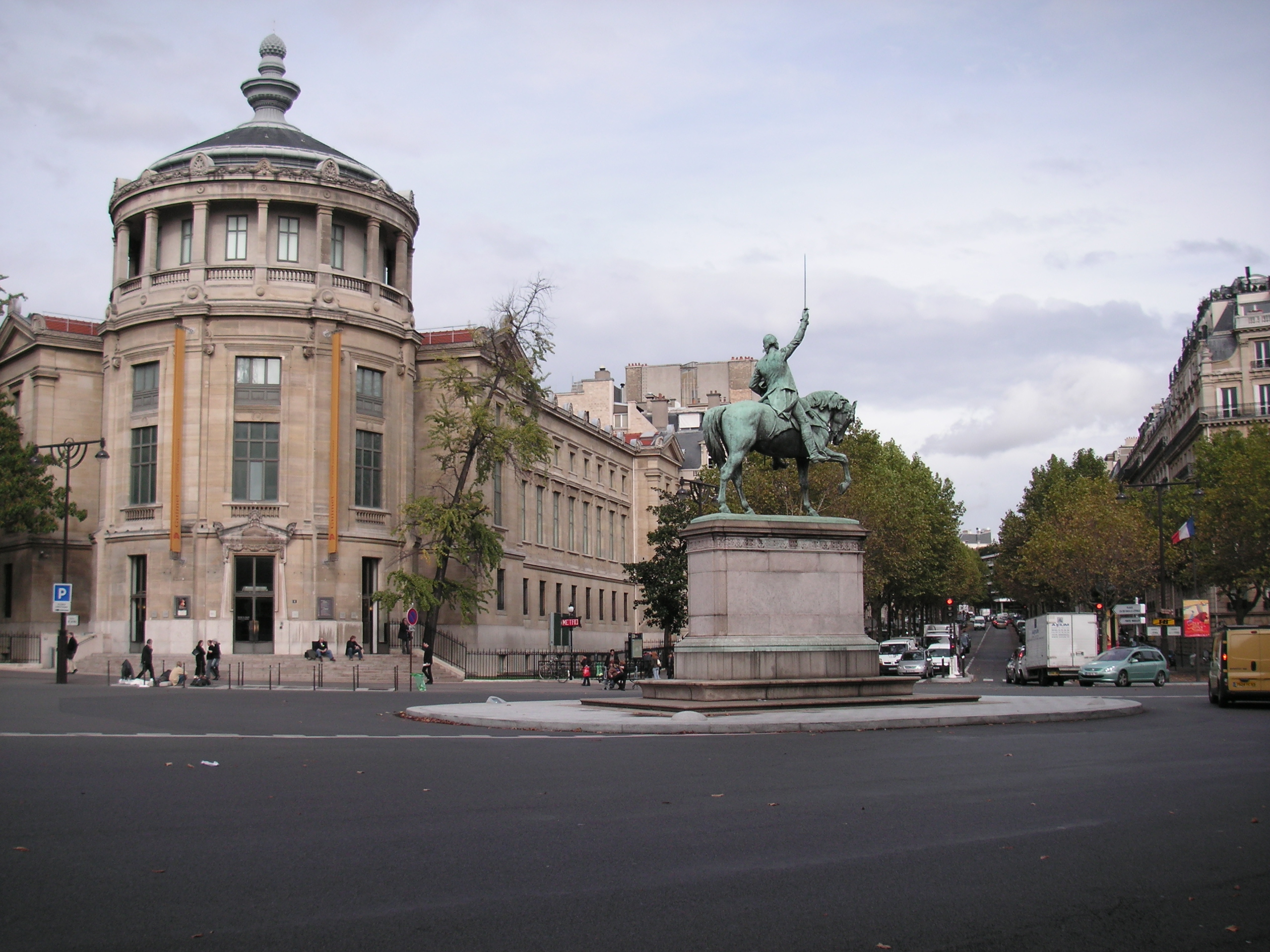
Die Place d’Iéna: links das Musée Guimet, mittig vor der Avenue d’Iéna das Reiterstandbild George Washingtons, dazwischen ein Zugang zur Métrostation

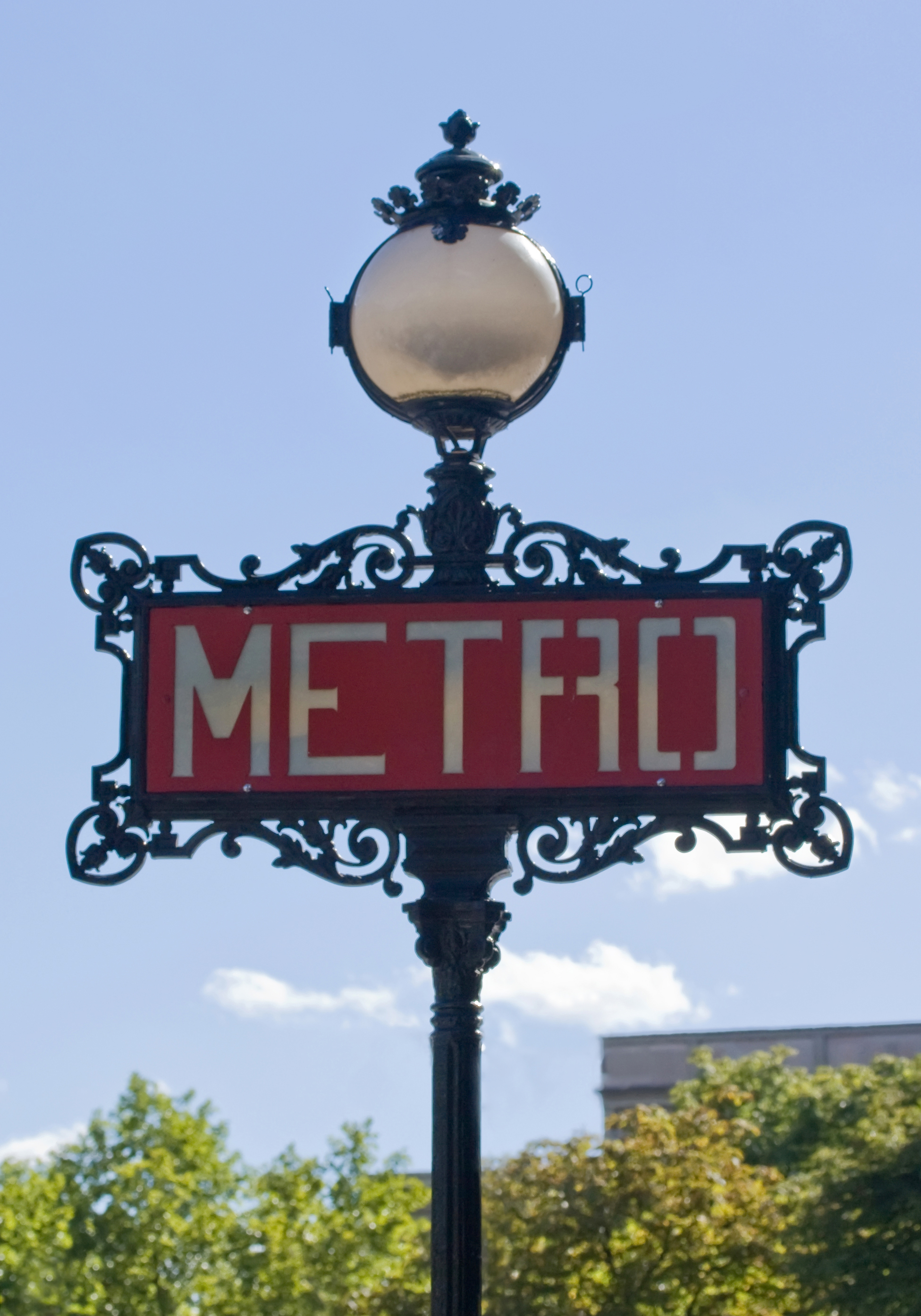
Kandelaber „Val d'Osne“ am Zugang vor dem Musée Guimet

Der U-Bahnhof Iéna [jena] ist eine unterirdische Station der Linie 9 der Pariser Métro.

## Lage
Die Station befindet sich im Zuge der Avenue du Président Wilson unter der Place d’Iéna im Quartier de Chaillot des 16. Arrondissements von Paris.

## Name
Namengebend sind die Place d’Iéna und die diesen Platz querende Avenue d’Iéna. Nahe Jena (fr: Iéna) besiegten am 14. Oktober 1806 in der Schlacht bei Jena die französischen Truppen die preußische Armee.

## Geschichte und Beschreibung
Am 27. Mai 1923 wurde die Station eröffnet, als die erste Verlängerung der Linie 9 von Trocadéro bis Saint-Augustin in Betrieb genommen wurde.
Die Station weist zwei Seitenbahnsteige an zwei Streckengleisen auf. Sie hat einen ellipsenförmigen Querschnitt, die Decke und die Wände sind weiß gefliest. Wie die Mehrzahl der Pariser Métrostationen ist sie – ausreichend für Fünf-Wagen-Züge – 75 m lang.
Einen der drei Zugänge schmückt ein von Adolphe Dervaux im Stil des Art déco entworfener Kandelaber, einen anderen einer der Kunstgießerei Val d’Osne.

## Fahrzeuge
Zunächst verkehrten auf der Linie 9 Züge der Bauart Sprague-Thomson, 1983 wurden sie durch solche der Baureihe MF 67 ersetzt. Seit Oktober 2013 kam zunehmend die Baureihe MF 01 zum Einsatz, am 14. Dezember 2016 verkehrte der letzte MF-67-Zug auf der Linie 9.

## Sonstiges
In unmittelbarer Nähe der Station Iéna befinden sich das Museum asiatischer Künste Musée Guimet, das Museums- und Ausstellungsgebäude für moderne Kunst Palais de Tokyo und das Pariser Goethe-Institut.